# Synk: Hyper Line
Synk: Hyper Line là chuyến lưu diễn vòng quanh thế giới đầu tiên của nhóm nhạc nữ Hàn Quốc aespa, để quảng bá cho các đĩa mở rộng Savage (2021), Girls (2022) và My World (2023) của nhóm. Chuyến lưu diễn bao gồm 31 buổi biểu diễn ở châu Á, Bắc Mỹ, Nam Mỹ và châu Âu, bắt đầu từ ngày 25 tháng 2 năm 2023 tại Seoul, Hàn Quốc.

## Bối cảnh
Vào ngày 1 tháng 12 năm 2022, trang web tiếng Nhật chính thức của aespa thông báo rằng nhóm sẽ tổ chức chuyến lưu diễn đầu tiên tại Nhật Bản. Chuyến lưu diễn này được xác nhận là một phần của Aespa Live Tour 2023 "Synk: Hyper Line" vào ngày 20 tháng 1 năm 2023. Cùng ngày, SM Entertainment thông báo rằng aespa sẽ tổ chức buổi biểu diễn đầu tiên tại Hàn Quốc kể từ khi ra mắt tại Sân vận động trong nhà Jamsil vào ngày 25 và 26 tháng 2. Vào tháng 4, hai buổi biểu diễn đã được bổ sung tại Tokyo Dome, và một buổi biểu diễn ở Jakarta đã được bổ sung vào tháng sau. Vào ngày 19 tháng 5, chuyến lưu diễn được mở rộng sang Bắc Mỹ, Nam Mỹ và châu Âu với 14 buổi biểu diễn.

## Danh sách tiết mục
1. "Girls"
2. "Aenergy"
3. "I'll Make You Cry"
4. "Savage"
5. "Menagerie" (solo của Karina)[A]
6. "Illusion"
7. "Lucid Dream"
8. "Thirsty"
9. "Dreams Come True"
10. "Lips" (solo của Winter)[A]
11. "Life's Too Short" (phiên bản tiếng Hàn)
12. "I'm Unhappy"
13. "Don't Blink"[A]
14. "Lingo"
15. "2Hot4U" (solo của Giselle)[A]
16. "Iconic"
17. "Hot Air Balloon"[A]
18. "Yeppi Yeppi"
19. "Yolo"[A]
20. "Wake Up" (solo của Ningning)[A]
21. "Salty & Sweet"
22. "Next Level"
23. "Black Mamba"
24. "Till We Meet Again"
25. "ICU"

- Trong buổi biểu diễn ngày thứ hai tại Jamsil Arena ở Seoul, aespa đã biểu diễn "Forever" phiên bản a cappella.

## Ngày lưu diễn
| Ngày                | Thành phố          | Quốc gia  | Địa điểm                                  | Khán giả      |
| Châu Á              | Châu Á             | Châu Á    | Châu Á                                    | Châu Á        |
| ------------------- | ------------------ | --------- | ----------------------------------------- | ------------- |
| 25 tháng 2 năm 2023 | Seoul              | Hàn Quốc  | Jamsil Arena Beyond LIVE                  | 10.000        |
| 26 tháng 2 năm 2023 | Seoul              | Hàn Quốc  | Jamsil Arena Beyond LIVE                  | 10.000        |
| 15 tháng 3 năm 2023 | Osaka              | Nhật Bản  | Hội trường Osaka-jō                       | 110.000       |
| 16 tháng 3 năm 2023 | Osaka              | Nhật Bản  | Hội trường Osaka-jō                       | 110.000       |
| 18 tháng 3 năm 2023 | Osaka              | Nhật Bản  | Hội trường Osaka-jō                       | 110.000       |
| 19 tháng 3 năm 2023 | Osaka              | Nhật Bản  | Hội trường Osaka-jō                       | 110.000       |
| 1 tháng 4 năm 2023  | Tokyo              | Nhật Bản  | Sân vận động Quốc gia Yoyogi              | 110.000       |
| 2 tháng 4 năm 2023  | Tokyo              | Nhật Bản  | Sân vận động Quốc gia Yoyogi              | 110.000       |
| 15 tháng 4 năm 2023 | Saitama            | Nhật Bản  | Saitama Super Arena                       | 110.000       |
| 16 tháng 4 năm 2023 | Saitama            | Nhật Bản  | Saitama Super Arena                       | 110.000       |
| 29 tháng 4 năm 2023 | Nagoya             | Nhật Bản  | Hội trường Nippon Gaishi                  | 110.000       |
| 30 tháng 4 năm 2023 | Nagoya             | Nhật Bản  | Hội trường Nippon Gaishi                  | 110.000       |
| 24 tháng 6 năm 2023 | Jakarta            | Indonesia | Trung tâm hội nghị và triển lãm Indonesia | —             |
| 29 tháng 7 năm 2023 | Băng Cốc           | Thái Lan  | Thunder Dome                              | —             |
| 30 tháng 7 năm 2023 | Băng Cốc           | Thái Lan  | Thunder Dome                              | —             |
| 5 tháng 8 năm 2023  | Tokyo              | Nhật Bản  | Tokyo Dome                                | —             |
| 6 tháng 8 năm 2023  | Tokyo              | Nhật Bản  | Tokyo Dome                                | —             |
| Bắc Mỹ              |                    |           |                                           |               |
| 13 tháng 8 năm 2023 | Los Angeles        | Hoa Kỳ    | Crypto.com Arena                          | —             |
| 18 tháng 8 năm 2023 | Dallas             | Hoa Kỳ    | The Pavilion tại Toyota Music Factory     | —             |
| 22 tháng 8 năm 2023 | Miami              | Hoa Kỳ    | Trung tâm James L. Knight                 | —             |
| 25 tháng 8 năm 2023 | Atlanta            | Hoa Kỳ    | Nhà hát Fox                               | 3,593 / 4.530 |
| 27 tháng 8 năm 2023 | Washington, D.C.   | Hoa Kỳ    | The Theater tại MGM National Harbor       | 2,900 / 2,900 |
| 30 tháng 8 năm 2023 | Chicago            | Hoa Kỳ    | Nhà hát Rosemont                          | 3,948 / 3,948 |
| 2 tháng 9 năm 2023  | Boston             | Hoa Kỳ    | Nhà hát MGM                               | 4,061 / 5.006 |
| 5 tháng 9 năm 2023  | Thành phố New York | Hoa Kỳ    | Trung tâm Barclays                        | 6,654 / 6,654 |
| 8 tháng 9 năm 2023  | Thành phố México   | México    | Cung thể thao                             | 8,550 / 9.940 |
| Nam Mỹ              |                    |           |                                           |               |
| 11 tháng 9 năm 2023 | São Paulo          | Brasil    | Espaço Unimed                             | —             |
| 14 tháng 9 năm 2023 | Santiago           | Chile     | Teatro Caupolicán                         | 4,151 / 4,151 |
| Châu Âu             |                    |           |                                           |               |
| 25 tháng 9 năm 2023 | Berlin             | Đức       | Columbiahalle                             | —             |
| 28 tháng 9 năm 2023 | Luân Đôn           | Anh       | The O2                                    | —             |
| 30 tháng 9 năm 2023 | Paris              | Pháp      | Dôme de Paris                             | —             |
| Tổng cộng           | Tổng cộng          | Tổng cộng | Tổng cộng                                 | N/A           |